# كاسما
كاسما (بالروسية: Касьма) هو نهر يقع في مقاطعة كيمروفسك في روسيا، يقع مصب النهر على بعد 465 كم على طول الضفة اليسرى لنهر إينيا، ويبلغ طول نهر كاسما 99 كيلومتر، وتبلغ مساحة المستجمع المائي 1430 كم².